# Borriol

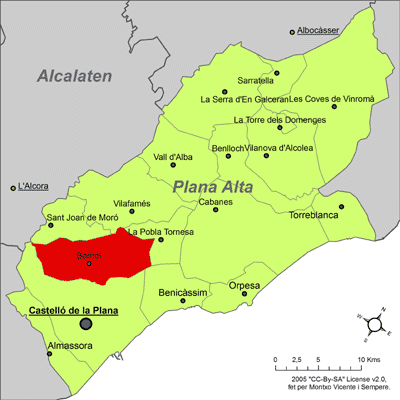
Położenie gminy na mapie comarki Plana Alta.

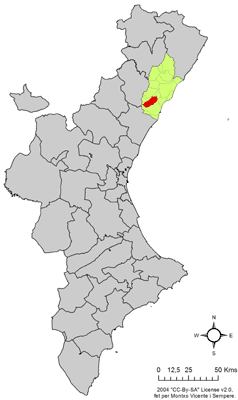
Położenie gminy na mapie Walencji.

Borriol – gmina w Hiszpanii, we wspólnocie autonomicznej Walencja, w prowincji Castellón, w comarce Plana Alta.
Powierzchnia gminy wynosi 61 km². Zgodnie z danymi INE, w 2005 roku liczba ludności wynosiła 4 288, a gęstość zaludnienia 69,08 osoby/km². Wysokość bezwzględna gminy równa jest 208 metrów. Współrzędne geograficzne gminy to 40°2'37"N, 0°4'23"E. Kod pocztowy do gminy to 12190. Obecnym burmistrzem gminy jest Adelino Santamaría Blasco z Hiszpańskiej Partii Ludowej.

## Demografia
| 1990  | 1992  | 1994  | 1996  | 1998  | 2000  | 2002  | 2004  | 2005  |
| ----- | ----- | ----- | ----- | ----- | ----- | ----- | ----- | ----- |
| 2.579 | 2.733 | 2.906 | 3.129 | 3.284 | 3.576 | 3.917 | 4.195 | 4.288 |